# Английский язык как лингва-франка
Английский язык как лингва-франка (АЛФ) — использование английского языка «в качестве общего средства коммуникации для носителей различных первых языков».

## Особенности
Способ использовать английский язык как язык межнационального общения в значительной степени зависит от конкретной ситуации использования. В целом взаимодействия с помощью АЛФ сосредотачивается на функции, а не форме. Иными словами, коммуникативная эффективность (то есть донести) является более важным, чем правильность (фонетическая и грамматическая). Как следствие, АЛФ взаимодействия очень часто может различаться.

## Распространённость

### Евросоюз
Согласно докладу «Европейцы и их языки», выпущенному Еврокомиссией, четверть (25 %) жителей Европейского Союза, для которых английский язык не является родным, способны понимать устный английский язык в новостях по радио и телевидению, столько же способны читать и понимать статьи на английском языке в печатных СМИ. Несколько большее число (46 %) способны общаться на английском языке в Интернете с использованием письменного английского языка.